# Eraxasilus fuscipennis
Eraxasilus fuscipennis là một loài ruồi trong họ Asilidae. Eraxasilus fuscipennis được Macquart miêu tả năm 1847.